# أرز دوداري
الدِّيودار أو أرز هِملايا أو أرْز حَمَلايا أو أرْز الهند أو شجرة الجِنّ أو صنوبر هندي أو أبهل هندي (الاسم العلمي:Cedrus deodara) هو نوع من النباتات يتبع جنس الأرز من الفصيلة الصنوبرية.

## البيئة والانتشار
موطنه جبال هِملايا.